# Андреа Петанья
Андреа Петанья (італ. Andrea Petagna, нар. 30 червня 1995, Трієст) — італійський футболіст, фланговий півзахисник, нападник клубу «Монца». На правах оренди грає за «Кальярі».
Має в активі одну гру за національну збірну Італії.

## Клубна кар'єра
Народився 30 червня 1995 року в місті Трієст. Вихованець «Мілану». Спочатку виступав у Прімавері, потім був переведений в основну команду. За «Мілан» дебютував 4 грудня 2012 року у матчі 6-го туру Ліги чемпіонів проти пітерського «Зеніту», вийшовши на заміну на 90-й хвилині замість Бояна Кркіча.
На початку сезону 2013/14 Петанья був заявлений до першої команди. Він дебютував у Серії А 24 серпня 2013 року, вийшовши на заміну в кінці матчу проти «Верони» (1:2). Проте, після придбання Алессандро Матрі в кінці літнього трансферного вікна, «Мілан» вирішив віддати Петанью в оренду в «Сампдорію», щоб отримати більше досвіду. Проте і тут у Андреа не було багато шансів і вже у січні Петанья повернувся в «Мілан», зігравши лише п'ять виступів у всіх турнірах під час свого перебування в «Сампдорії». Повернувшись в рідний клуб, Петанья в основному грав у команді до 19 років, керованою Філіппо Індзагі. У лютому 2014 року ця команда виграла Турнір Віареджо, перемігши «Андерлехт» у фіналі, а Петанья забив один з голів у тому матчі (3:1).
Так і не ставши повноцінним гравцем першої команди «Мілана», з літа 2014 року Петанья грав на правах оренди у складі клубів Серії В «Латині», «Віченці» та «Асколі».
25 січня 2016 року Петанья підписав контракт з «Аталантою», але залишився грати на правах оренди до кінця сезону в «Асколі». Дебютував за «нерраззурі» 13 серпня 2016 року у матчі третього раунду Кубка Італії проти «Кремонезе» (3:0), а 21 серпня 2016 року, в перший день чемпіонату, він забив свій перший гол у Серії А (який також є його першим голом у офіційних матчах) у грі проти «Лаціо» (4:3). В новій команді Петанья відразу став основним гравцем. Протягом двох сезонів відіграв за бергамський клуб 63 матчі в національному чемпіонаті.
19 липня 2018 року став гравцем клубу СПАЛ. Швидко став основною ударною силою в нападі, ставши найкращим бомбардиром команди в сезоні 2018/19 (16 голів у першості). Після першої половини сезоні 2019/20 у січні 2020 року перейшов до «Наполі», який відразу ж повернув гравця до його попередньої команди на умовах оренди до кінця сезону.
Сезон 2020/21 розпочав вже у складі неаполітанської команди і протягом наступних двох років отримував постійний ігровий час у її складі.
12 серпня 2022 року на правах оренди з обов'язковим викупом при досягненні певних умов приєднався до «Монци». Протягом сезону був стабільним гравцем основного команди, утім у серпні 2023 року клуб, який на той момент вже викупив права на гравця, віддав його в оренду до «Кальярі».

## Виступи за збірні
2010 року дебютував у складі юнацької збірної Італії, взяв участь у 18 іграх на юнацькому рівні, відзначившись 4 забитими голами.
Протягом 2015—2017 років залучався до складу молодіжної збірної Італії і з цією командою став півфіналістом молодіжного чемпіонату Європи 2017 року. Всього на молодіжному рівні зіграв у 12 офіційних матчах, забив 3 голи.
28 березня 2017 року дебютував в офіційних матчах у складі національної збірної Італії в товариській грі проти Нідерландів (2:1).

## Статистика виступів

### Статистика клубних виступів
Станом на 30 серпня 2023 року
| Сезон                | Команда              | Чемпіонат            | Чемпіонат | Чемпіонат | Національний кубок | Національний кубок | Національний кубок | Континентальні кубки | Континентальні кубки | Континентальні кубки | Інші змагання | Інші змагання | Інші змагання | Усього | Усього |
| Сезон                | Команда              | Ліга                 | Ігор      | Голів     | Ліга               | Ігор               | Голів              | Ліга                 | Ігор                 | Голів                | Ліга          | Ігор          | Голів         | Ігор   | Голів  |
| -------------------- | -------------------- | -------------------- | --------- | --------- | ------------------ | ------------------ | ------------------ | -------------------- | -------------------- | -------------------- | ------------- | ------------- | ------------- | ------ | ------ |
| 2012–13              | «Мілан»              | A                    | 0         | 0         | КІ                 | 0                  | 0                  | ЛЧ                   | 1                    | 0                    | -             | -             | -             | 1      | 0      |
| 2013–14              | «Мілан»              | A                    | 1         | 0         | КІ                 | -                  | -                  | ЛЧ                   | 0                    | 0                    | -             | -             | -             | 1      | 0      |
| 2013–14              | «Сампдорія»          | A                    | 3         | 0         | КІ                 | 2                  | 0                  | -                    | -                    | -                    | -             | -             | -             | 5      | 0      |
| 2013–14              | «Мілан»              | A                    | 2         | 0         | КІ                 | 1                  | 0                  | ЛЧ                   | 0                    | 0                    | -             | -             | -             | 3      | 0      |
| Усього за «Мілан»    | Усього за «Мілан»    | Усього за «Мілан»    | 3         | 0         |                    | 1                  | 0                  |                      | 1                    | 0                    |               | -             | -             | 5      | 0      |
| 2014–15              | «Латина»             | B                    | 10        | 0         | КІ                 | 2                  | 0                  | -                    | -                    | -                    | -             | -             | -             | 12     | 0      |
| 2014–15              | «Віченца»            | B                    | 12+2      | 1         | КІ                 | -                  | -                  | -                    | -                    | -                    | -             | -             | -             | 14     | 1      |
| 2015–16              | «Асколі»             | B                    | 32        | 7         | КІ                 | -                  | -                  | -                    | -                    | -                    | -             | -             | -             | 32     | 7      |
| 2016–17              | «Аталанта»           | A                    | 34        | 5         | КІ                 | 2                  | 0                  | -                    | -                    | -                    | -             | -             | -             | 36     | 5      |
| 2017–18              | «Аталанта»           | A                    | 29        | 4         | КІ                 | 2                  | 0                  | ЛЄ                   | 8                    | 2                    | -             | -             | -             | 39     | 6      |
| Усього за «Аталанту» | Усього за «Аталанту» | Усього за «Аталанту» | 63        | 9         |                    | 4                  | 0                  |                      | 8                    | 2                    |               | -             | -             | 75     | 11     |
| 2018–19              | СПАЛ                 | A                    | 36        | 16        | КІ                 | 1                  | 1                  | -                    | -                    | -                    | -             | -             | -             | 37     | 17     |
| 2019–20              | СПАЛ                 | A                    | 36        | 12        | КІ                 | 1                  | 0                  | -                    | -                    | -                    | -             | -             | -             | 37     | 12     |
| Усього за СПАЛ       | Усього за СПАЛ       | Усього за СПАЛ       | 72        | 28        |                    | 2                  | 1                  |                      | -                    | -                    |               | -             | -             | 74     | 29     |
| 2020–21              | «Наполі»             | A                    | 26        | 4         | КІ                 | 3                  | 1                  | ЛЄ                   | 6                    | 0                    | СІ            | 1             | 0             | 36     | 5      |
| 2021–22              | «Наполі»             | A                    | 24        | 3         | КІ                 | 1                  | 1                  | ЛЄ                   | 7                    | 0                    | -             | -             | -             | 32     | 4      |
| Усього за «Наполі»   | Усього за «Наполі»   | Усього за «Наполі»   | 50        | 7         |                    | 4                  | 2                  |                      | 13                   | 0                    |               | 1             | 0             | 68     | 9      |
| 2022–23              | «Монца»              | A                    | 31        | 4         | КІ                 | 1                  | 1                  | -                    | -                    | -                    | -             | -             | -             | 32     | 5      |
| лип.-серп. 2023      | «Монца»              | A                    | 0         | 0         | КІ                 | 0                  | 0                  | -                    | -                    | -                    | -             | -             | -             | 0      | 0      |
| Усього за «Монцe»    | Усього за «Монцe»    | Усього за «Монцe»    | 31        | 4         |                    | 1                  | 1                  |                      | -                    | -                    |               | -             | -             | 32     | 5      |
| серп. 2023–24        | «Кальярі»            | A                    | 0         | 0         | КІ                 | 0                  | 0                  | -                    | -                    | -                    | -             | -             | -             | 0      | 0      |
| Усього за кар'єру    | Усього за кар'єру    | Усього за кар'єру    | 276+2     | 56        |                    | 16                 | 4                  |                      | 22                   | 2                    |               | 1             | 0             | 3      |        |